# ФК Лариса
АЕЛ 1964 (грч. Αθλητική Ένωση Λάρισας 1964 - Athlitiki Enosi Larissas 1964), Атлетска Унија Ларисе 1964, је грчки фудбалски клуб из Ларисе, главног града грчке периферије Тесалије, клуб се тренутно такмичи у Суперлиги Грчке. Клуб је познат, незванично, као ФК Лариса. Били су прваци Грче 1987. године.